# Markvärme
Markvärme kan vara en form av uppvärmningsenergi som utvinns ur varm jord i marknivå med hjälp av ett flytande medium som cirkulerar i ett rörsystem beläget strax under markens ytskikt, på ca 1–1,5 meters djup.
Den uppvärmda vätskan passerar en värmeväxlare och med en värmepump koncentreras värmeenergin i en ackumulatortank eller används direkt för att värma tappvarmvatten eller byggnader.
En nackdel med markvärme är att det sker en temperatursänkning i det område där värmeenergin utvinns vilket kan påverka markens klimatzon och senarelägga eventuell tjällossning vilket leder till ändrade villkor för växtlighet och markens beskaffenhet. Feldimensionering av systemet kan leda till permafrost.